# كليف ثورنتون
كليف ثورنتون (بالإنجليزية: Cliff Thornton)‏ هو ناشط أمريكي، ولد في 16 يناير 1945.